# Los Antiguos
Los Antiguos är en ort i Argentina.   Den ligger i provinsen Santa Cruz, i den södra delen av landet, 1 700 km sydväst om huvudstaden Buenos Aires. Los Antiguos ligger 218 meter över havet och antalet invånare är 2 047.
Terrängen runt Los Antiguos är platt åt nordost, men åt sydväst är den kuperad. Trakten runt Los Antiguos är nära nog obefolkad, med mindre än två invånare per kvadratkilometer..